# Нововесь
Новове́сь (фин. Nevo Vesi) — исторический район в Пушкинском районе Санкт-Петербурга, расположенный северо-восточнее поселка Тярлево. Входит в границы внутригородского муниципального образования «Посёлок Шушары».

## История
Деревня Нововесь появилась до основания Петербурга. Её название — финно-угорское (vesi = вода или от прибалтийско-финской народности весь) или происходит от польского словосочетания новая весь — новая деревня с торговым местом.
В 1797—1867 годах Нововесь была приписана к Павловскому дворцовому правлению.
С конца 1930-х годов официальным названием поселка становится Пушкинское отделение совхоза «Детскосельский».
В 1997 году поселок вошел в состав Шушар. В 1999 году был восстановлен топоним Нововесь как второе наименование территории, а в 2008 году он становится единственным.

## Улицы
- Комсомольская улица (соединяет Ям-Ижорское шоссе с посёлком Тярлево)
- Новая улица
- Парковая улица

## Нововесь в топонимах

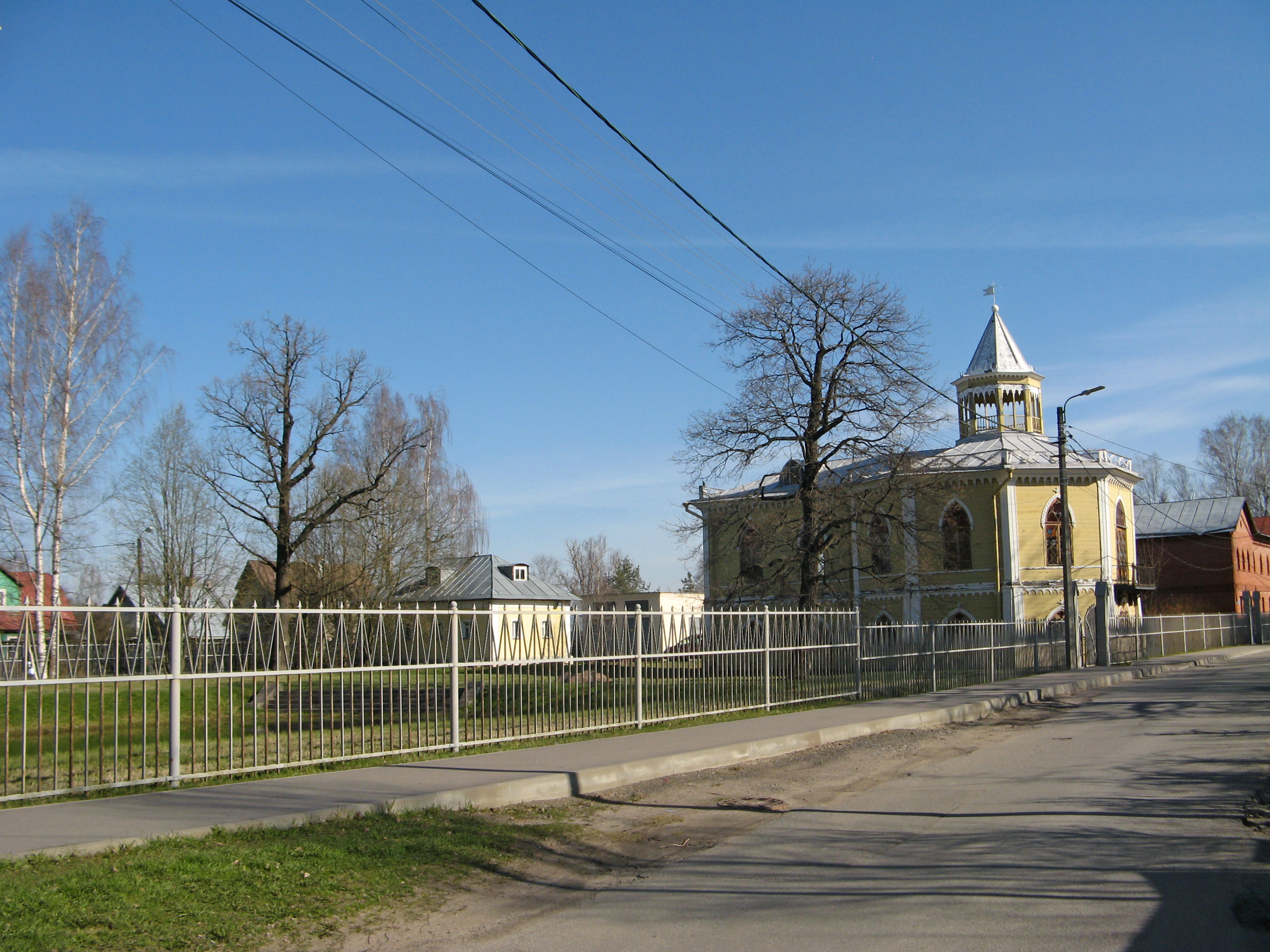
Здание Фермы на Нововестинской улице в Тярлево

- В 1930-х годах Ферменской улице посёлка Тярлево было присвоено название Нововестинская. Оно происходит от Нововеси, но является некорректным; почему в нем появилась буква Т, не установлено[2]. Верное прилагательное — нововесинский — сохранено в паспорте объекта культурного наследия «Река Славянка», где упоминается Нововесинский мост[3].
- Нововесинский мост через Славянку на границе Тярлева и Нововеси.
- Нововесинская дорога в Тярлеве от Нововесинской улицы до Нововесинского моста.
- Нововесинская аллея в Павловском парке, от границы посёлка Нововесь до Английской аллеи.
- Нововесинский пруд в Павловском парке, между рекой Славянкой и Нововесинской аллеей близ Нововесинского моста.

## Транспорт
Из Пушкина в посёлок курсирует автобусный маршрут № 384, причём его конечный пункт был назван по названию посёлка в 1930-х — 1990-х годах до 2021 года.